# Mario Party 2
Mario Party 2 (マリオパーティ2?, Mario Pāti 2) è il secondo episodio della serie di videogiochi Mario Party, uscito per la console Nintendo 64 il 17 dicembre 1999.
In linea con gli altri episodi della serie, si tratta di una versione del classico gioco dell'oca arricchita da numerosi minigiochi, chi allo scadere dei turni possiederà più stelle sarà eletto vincitore.
Mario Party 2 è stato il primo titolo della serie a essere tradotto in italiano, al contrario del primo e del terzo che non sono mai stati tradotti.
Il 24 dicembre 2010 è uscita la versione per Virtual Console per Wii.

## Trama
I nostri eroi hanno inaugurato un nuovo parco divertimenti chiamato Mario Land. Tutti sono d'accordo nella scelta del nome, tranne Wario, che lo avrebbe invece voluto chiamare Wario Land. I personaggi cominciano a litigare, fino a quando non interviene Peach ribattezzando il parco Peach Land. Il nuovo nome piace ancor meno agli altri protagonisti e il litigio si anima ancor di più. Nel frattempo, il buon Koopa, andando in giro, scopre che il peggior nemico di Mario, Bowser, ha intenzione di distruggere il parco di attrazione dei nostri eroi e cerca invano di avvertirli. Gli dà retta solo il piccolo Toad che ha un'idea per risolvere entrambe le questioni: il parco sarà inaugurato col nome del personaggio che riuscirà a sconfiggere Bowser.

## Modalità di gioco
I personaggi giocabili sono 6:
- Mario
- Luigi
- Peach
- Yoshi
- Donkey Kong
- Wario

Sono disponibili sei tabelloni, di tre diverse difficoltà. Ogni tabellone ha un tema, con i personaggi e l'avversario Bowser abbigliati in modo diverso: pirati, West, spazio, archeologia, orrore, castello di Bowser.
Ogni giocatore può portare con sé un unico oggetto, visibile solo quando il giocatore lo ottiene e in seguito simboleggiato solamente con un fungo sopra il riquadro del giocatore: toccherà agli avversari ricordare l'identità dell'oggetto. Ogni oggetto ha un effetto speciale, come tirare il dado più volte o aprire porte.
Sono presenti in totale 70 minigiochi. Alcuni sono delle versioni migliorate di minigiochi presenti nel primo Mario Party, mentre altri sono totalmente nuovi.
Scompaiono i minigiochi per un solo giocatore e vengono inseriti i minigiochi di squadra: 1vs3 e 2vs2.
Oltre ai giochi di abilità, in Mario Party 2 vengono introdotti i cosiddetti "Destiny's Choice" dove è solo la fortuna/sorte a decidere il vincitore.